# Johann Burger (Politiker)
Johann Burger (ab 1871 Ritter von) (* 29. April 1808 in Wolfsberg; † 4. September 1879 in Klagenfurt) war ein österreichischer Gymnasialdirektor und Politiker.

## Leben
Burger war der Sohn des Arztes und Agrarwissenschaftlers Johann Burger (* 5. August 1773; † 24. Januar 1842) und dessen Ehefrau Josepha geborene Stimpfl (* um 1782). Er war römisch-katholischer Konfession und heiratete am 26. Oktober 1836 in erster Ehe Johanna Adalberta Söllner (* 15. Januar 1811; † 17. August 1842). Aus der Ehe ging eine Tochter hervor. Nach dem Tod der ersten Ehefrau heiratete er am 15. Januar 1844 in zweiter Ehe Pauline Edle von Moro (* 12. Dezember 1815; † 24. April 1894). Aus dieser Ehe gingen fünf Kinder hervor. Er war Vater von Max Ritter von Burger und Schwiegersohn von Anton Ritter von Moro.
Burger besuchte das Gymnasium in Klagenfurt und wurde Militärzögling im Josefinum in Wien mit dem Ziel der Ausbildung zum Militärarzt. Das Studium der Medizin, Chirurgie, Augenheilkunde und Geburtshilfe schloss er als Dr. med. ab. Er wurde Unterarzt in Venedig, Regimentsarzt beim Reiterregiment Fürst Windischgrätz und wurde 1838 zum Kärntner Hausregiment versetzt. 1848 schied er aus dem Militärdienst aus.
Im Dezember 1849 wurde er zum provisorischen, im Jänner 1852 zum definitiven Direktor des Gymnasiums in Klagenfurt ernannt. Er unterrichtete Naturgeschichte und Landwirtschaft. 1872 trat er in den Ruhestand. Daneben war er Direktor der Kärntner Landwirtschaftsgesellschaft und Gründer einer Ackerbauschule für die bäuerliche Jugend und Ausschussmitglied im Naturhistorischen Museum.

## Politik
Er war Mitglied des Klagenfurter Gemeinderates. Vom 17. Juli 1848 bis zum 4. März 1849 war er Abgeordneter im Provisorischen Kärntner Landtag (als Vertreter von Ferdinand von Knappitsch). Ab dem 17. Oktober 1848 gehörte er dem verstärkten provisorischen Landtagsausschusses an. In der ersten Wahlperiode war er vom 6. April 1861 bis zum 2. Januar 1867 Mitglied im Kärntner Landtag und dort Landeshauptmann-Stellvertreter, Mitglied des Landesausschusses und Obmann des Finanzausschusses. In der zweiten Wahlperiode vom 18. Februar 1867 bis zum 21. Mai 1870 war er Landeshauptmann-Stellvertreter, Mitglied des Landesausschusses und Mitglied des volkswirtschaftlichen und des Schulausschusses. In der dritten Wahlperiode vom 20. August 1870 bis zum 10. August 1871 war er auch Mitglied des Landesschusses. In der vierten Wahlperiode vom 14. September 1871 bis zum 13. September 1877 amtierte er als Mitglied des Landesausschusses, Obmann des Finanzausschusses und Mitglied des Schul- und des Irrenhausausschusses. In der fünften Wahlperiode vom 24. September 1878 bis zu seinem Tod am 4. September 1879 war er Mitglied des Landesausschusses und Obmann des Finanzausschusses. Er gehörte dem Klub Verfassungstreuer Großgrundbesitz an.

## Auszeichnungen
Im Mai 1870 wurde er zum Schulrat und im August 1870 zum Ritter des eisernen Kronenordens III. Klasse ernannt. Im Jänner 1871 folgte die Erhebung in den Adelsstand und 1872 die Verleihung des Titels Statthaltereirat.